# Kandauleizm

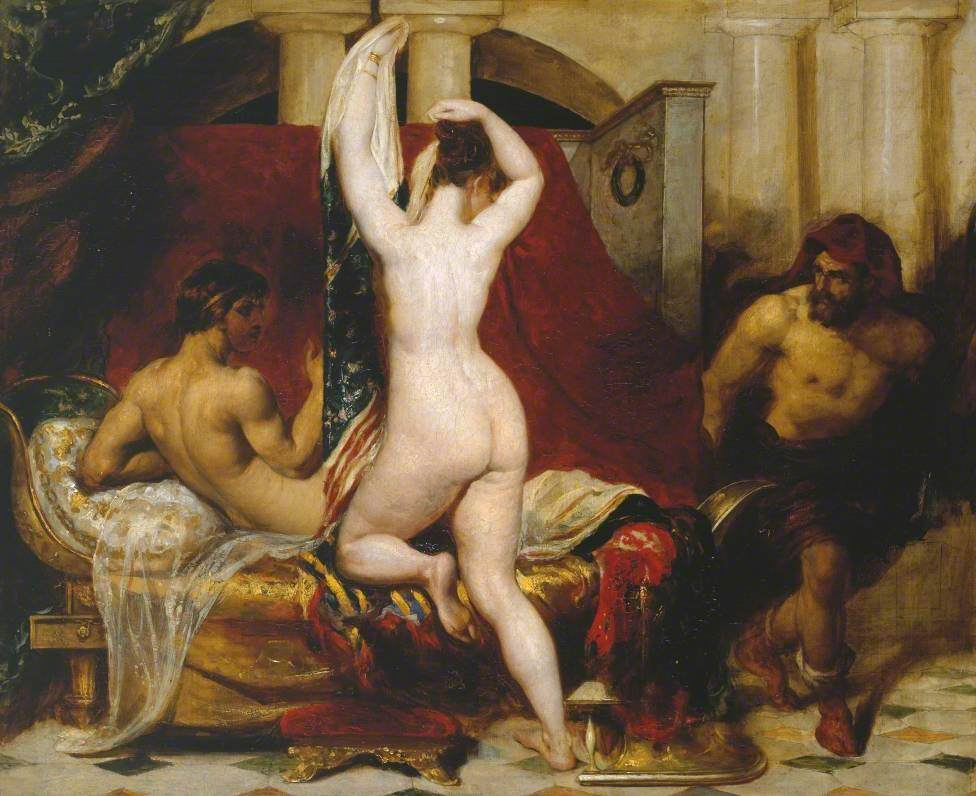
William Etty (1787–1849) - Candaules, król Lidii, ukradkiem pokazuje swoją żonę Gygesowi, jednemu ze swoich ministrów, gdy ta idzie do łóżka.

Kandauleizm lub kandaulezizm (zespół Vadima) – osiąganie satysfakcji seksualnej z okazywania innym osobom obnażonej partnerki (rzadziej partnera seksualnego). Może przybrać formę umożliwienia podglądania innym własnego aktu seksualnego lub robienia zdjęć podczas niego, z myślą o ich późniejszym pokazaniu innym osobom.
Nazwa tej parafilii pochodzi od Kandaulesa, króla Lidii, który (wedle Herodota I, 8 - 13) pokazywał swoją młodą żonę Rodopę strażnikowi Gygesowi. Gdy ta dowiedziała się o tym, domagała się od męża śmierci strażnika, a wobec jego sprzeciwu namówiła Gygesa do zamordowania króla oferując mu w zamian siebie i objęcie tronu.